# Station Rudme
Station Rudme is een station in Rudme in de  Deense gemeente Faaborg-Midtfyn. Het station werd geopend op 12 juli 1876. Het oorspronkelijke stationsgebouw is in 2004-05 gesloopt. Sindsdien is er enkel een abri.